# Centauros de Chihuahua
Los Centauros de Chihuahua Es un equipo profesional de basquetbol ubicado en la ciudad de chihuahua. Único equipo de chihuahua en participar en un torneo oficial internacional dándole el mote de "El mas internacional de Chihuahua" , militante en la Liga de Básquetbol Estatal de Chihuahua.
Para 2023, se une a la Liga ABC MEX en su rama femenil, una nueva opción para el basquetbol femenil en México.

## Estadio
Actualmente juegan en el Gimnasio Rodrigo M. Quevedo, que cuenta con una capacidad para 4000 observadores.

## Jugadores

### Roster LNBP
Actualizado al 11 de mayo de 2021.
"Temporada 2021"
| Centauros de Chihuahua Roster 2021 |    |                           |                                 |
| C U E R P O T É C N I C O          |    |                           |                                 |
| Entrenador                         |    | Bandera de México         | Felipe Sánchez de Hoyos         |
| J U G A D O R E S                  |    |                           |                                 |
| Base                               |    | Bandera de Estados Unidos | Cezar Vásquez Guerrero          |
| Base                               | 0  | Bandera de México         | Kevin Raúl Acosta Aguirre       |
| Escolta                            | 1  | Bandera de México         | Ricardo Valdéz Bustamante       |
| Escolta                            | 5  | Bandera de Puerto Rico    | David Huertas                   |
| Base                               | 6  | Bandera de México         | Víctor Ramón Álvarez Diez       |
| Escolta                            | 7  | Bandera de México         | José Pablo Santana Corral       |
| Ala-pívot                          | 10 | Bandera de México         | Jonathan Humberto Machado Tamez |
| Alero                              | 12 | Bandera de México         | Alan Amador Olivas Baca         |
| Escolta                            | 13 | Bandera de Estados Unidos | Daniel Xavier Bejarano          |
| Base                               | 14 | Bandera de México         | Martin Alejandro Galindo López  |
| Base                               | 15 | Bandera de Puerto Rico    | Carlos Rivera                   |
| Ala-pívot                          | 21 | Bandera de Estados Unidos | Joshua Paúl Ramírez             |
| Ala-pívot                          | 23 | Bandera de México         | Gabriel Vazquez Mejia           |
| Alero                              | 24 | Bandera de México         | Gabriel Oscar Girón Villarreal  |
| Pívot                              | 27 | Bandera de Estados Unidos | Benjamin James Puckett Sr.      |
| = Capitán                          |    |                           |                                 |

 =  Cuenta con nacionalidad mexicana. 

### Roster ABC MEX
Actualizado al 8 de agosto de 2023.
"Temporada 2023"
| Centauros de Chihuahua Roster 2023 |    |                           |                                   |
| C U E R P O T É C N I C O          |    |                           |                                   |
| Entrenador                         |    | Bandera de México         | Manuel Terrazas                   |
| Asistente                          |    | Bandera de México         | Javier Aguirre                    |
| Asistente                          |    | Bandera de México         | Adrián Villalobos                 |
| J U G A D O R A S                  |    |                           |                                   |
| Base/Escolta                       | 1  | Bandera de Estados Unidos | Destiny Demetriana Pitts          |
| Escolta                            | 3  | Bandera de México         | Diana Laura Villalobos Cruz       |
| Escolta                            | 4  | Bandera de México         | Perla Rubí Hernández Fierro       |
| Ala-pívot                          | 6  | Bandera de México         | Frida Kiara García Velázquez      |
| Base/ Escolta                      | 7  | Bandera de México         | Paulina Rodríguez Meza            |
| Base                               | 8  | Bandera de México         | Yazmín Saad Herrera               |
| Escolta/Alera                      | 9  | Bandera de México         | Alejandra Urrutia Chávez          |
| Base/Escolta                       | 10 | Bandera de México         | Carmen Gabriela Saad Herrera      |
| Pívot                              | 11 | Bandera de México         | Maritza Nohemí Espinoza Rodríguez |
| Escolta                            | 13 | Bandera de México         | Nicole Quesada Olivas             |
| Ala-pívot                          | 14 | Bandera de México         | Daniela María Soto Gómez          |
| Ala-pívot                          | 18 | Bandera de México         | Diana Armas Puentes (BAJA)        |
| Alera                              | 23 | Bandera de México         | Gladiana Aidaly Ávila Jiménez     |
| Escolta/Alero                      | 24 | Bandera de México         | Ivana Lizbeth Gutiérrez Flores    |
| Ala-pívot                          | 50 | Bandera de México         | Kimberly Michelle Taylor Aguilar  |
| Ala-pívot                          | 99 | Bandera de México         | Montserrat Oñate Aguilar          |
| = Capitán                          |    |                           |                                   |
| = Lesionada                        |    |                           |                                   |

### RosterWBLA
Actualizado al 15 de septiembre de 2023.
"Temporada 2023"
| Centauros de Chihuahua Roster 2023 |    |                           |                                  |
| C U E R P O T É C N I C O          |    |                           |                                  |
| Entrenador                         |    | Bandera de México         | José Pablo Santana Corral        |
| Asistente                          |    | Bandera de México         | Alan Arnoldo Sandoval Quezada    |
| J U G A D O R A S                  |    |                           |                                  |
| Escolta                            | 0  | Bandera de Estados Unidos | Kristen Nicole Spolyar           |
| Base/Escolta                       | 1  | Bandera de Estados Unidos | Destiny Demetriana Pitts         |
| Escolta                            | 3  | Bandera de México         | Diana Laura Villalobos Cruz      |
| Escolta                            | 4  | Bandera de México         | Perla Rubí Hernández Fierro      |
| Ala-pívot                          | 6  | Bandera de México         | Frida Kiara García Velázquez     |
| Base/ Escolta                      | 7  | Bandera de México         | Paulina Rodríguez Meza           |
| Base                               | 8  | Bandera de México         | Yazmín Saad Herrera              |
| Escolta/Alera                      | 9  | Bandera de México         | Alejandra Urrutia Chávez         |
| Base/Escolta                       | 10 | Bandera de México         | Carmen Gabriela Saad Herrera     |
| Ala-pívot                          | 14 | Bandera de México         | Daniela María Soto Gómez         |
| Escolta/Alero                      | 24 | Bandera de México         | Ivana Lizbeth Gutiérrez Flores   |
| Ala-pívot                          | 50 | Bandera de México         | Kimberly Michelle Taylor Aguilar |
| Ala-pívot                          | 99 | Bandera de México         | Montserrat Oñate Aguilar         |
| = Capitán                          |    |                           |                                  |
| = Lesionada                        |    |                           |                                  |